# Потенциальное слово
Потенциа́льное сло́во — производное или сложное слово, которого не существует в том или ином языке, но которое может быть создано по имеющимся в этом языке продуктивным словообразовательным моделям и схемам, или уже создано, но не имеет традиции словоупотребления, например: примарситься, возражатель, спрашиватель, джентельменствовать — в русском языке; pensivity «задумчивость» (от pensive «задумчивый» при нормативном pensiveness), greenster «сторонник политики зелёных» (от green «зелёный» по аналогии со словами gangster «гангстер», punster «остряк» и т. п.) — в английском языке. Для потенциального слова в гнёздах системы словообразования имеется соответствующая лакуна. В советское языкознание термин введён Г. О. Винокуром.
Потенциальные слова возникают преимущественно в результате речевого общения, создаются говорящим намеренно вопреки языковой норме (что отличает потенциальные слова от речевых ошибок). Реже потенциальные слова используются на письме — в частности, они встречаются в произведениях художественной литературы.
К основным особенностям потенциальных слов относят:
- возможность образования по продуктивным словообразовательным типам;
- незаметность новизны создаваемого слова;
- выводимость значения слова из составляющих его частей.

Потенциальное слово является первым звеном в цепочке языковых новообразований: «потенциальное слово — окказионализм — неологизм».
Потенциальные слова рассматривают как разряд окказионализмов (в их широком понимании) наряду с собственно окказиональными словами. Потенциальными при этом считают слова, образуемые «по действующим словообразовательным моделям, но несколько модифицированным» (например, слово китиха у В. В. Маяковского, созданное от слова кит по аналогии с моделью, представленной, в частности, в паре слон — слониха), а собственно окказиональные слова определяются как образованные «под влиянием контекста по аналогии или образцу конкретного слова» (например, слово кюхельбекерно у А. С. Пушкина, образованное по модели наречия типа печально и фамилии В. К. Кюхельбекера или нагише по аналогии со словом неглиже). Также потенциальные слова могут рассматриваться как особая категория слов («соответствующих языковой норме») отдельно от окказионализмов («противоречащих норме в той или иной степени»).
Сходное понятие «потенциальная форма» отмечается в словоизменении. Оно обозначает форму слова, которая отсутствует в реальной речи, но может быть создана в соответствии с характерными для языка моделями словоизменения. Например, словоформа прилунивался от уже существующей формы глагола прилуниться.